# Alchemilla ypsilotoma
Alchemilla ypsilotoma är en rosväxtart som beskrevs av Werner Hugo Paul Rothmaler. Alchemilla ypsilotoma ingår i släktet daggkåpor, och familjen rosväxter. Inga underarter finns listade i Catalogue of Life.